# Special Olympics World Winter Games 1989
Die 4. Special Olympics World Winter Games fanden vom 1. April bis 8. April 1989 in Reno, Nevada, und am Lake Tahoe, Kalifornien, statt.

## Bezeichnung
Die offizielle Bezeichnung lautete damals International Games, seit 1991 wird von Special Olympics World Summer Games und Special Olympics World Winter Games gesprochen.

## Sportarten und Austragungsorte
Die 4. Special Olympics World Winter Games wurden in Reno, Nevada, und am Lake Tahoe, Kalifornien, veranstaltet.
Bei der Veranstaltung waren fünf Wettkampfsportarten vertreten:
- Eiskunstlauf
- Hallenhockey
- Ski Alpin
- Skilanglauf
- Eisschnelllauf

## Teilnehmer
Mehr als 1.000 Athleten aus 18 Ländern nahmen teil. Das kanadische Team bestand aus 70 Athleten und Trainern.